# Пауль Дессау
Пауль Дессау (нім. Paul Dessau; 19 грудня 1894, Гамбург — 28 червня 1979, Берлін) — німецький композитор і диригент.

## Біографія
Пауль Дессау народився в музичній сім'ї: музикантами були його дід і прадід по батьківській лінії, дядько, Бернгард Дессау, був скрипалем і композитором; батько — робітник тютюнової фабрики був співаком-любителем. Сам Пауль в 6 років почав займатися грою на скрипці і вже в дитячому віці виступав в концертах, в 1908 році, 14 років, дав свій перший сольний концерт.
У 1910—1912 роках Дессау навчався в Берліні в Консерваторії Кліндворта-Шарвенка, спочатку в класі скрипки, проте незабаром педагог вирішив, що його руки для скрипки не годяться; в подальшому брав приватні уроки гри на фортеп'яно і композиції. З 1912 був концертмейстером-репетитором оркестру і асистентом головного диригента в оперному театрі в Гамбурзі, де йому довелося співпрацювати з Феліксом Вейнгартнером і Артуром Нікішом.
У 1915 році Дессау був призваний в армію, воював на Західному фронті — у Франції, пізніше служив у військовому оркестрі піхотного полку в Шлезвигу. Після демобілізації в 1918 році повернувся в Гамбург, де писав музику до п'єс Еріха Цигеля. Надалі Дессау працював як корепетитор і диригент в різних оперних і драматичних театрах; в 1919—1923 роках був концертмейстером і капельмейстером в Кельні у Отто Клемперера, потім в Майнці, з 1925 року в Берліні був першим капельмейстером при Бруно Вальтері в Міський опері. З середини 20-х років Дессау все частіше виступав як композитор: в 1925 році він отримав премію видавництва музичної літератури за Концертіно для скрипки, в 1927 році в Празі з успіхом була виконана його Перша симфонія, під керуванням Г. Штайнберга. З 1928 року Дессау керував камерним оркестром кінотеатру «Альгамбра» на Курфюрстендамм в Берліні, в тому ж році дебютував як кінокомпозитор. В кінці 20-х років написав музику до ряду мультфільмів Волта Діснея.

### Після 1933 року
Після приходу нацистів до влади в 1933 році Дессау був змушений емігрувати; до 1939 року жив в Парижі, співпрацював з Ернстом Бушем, писав пісні, присвячені республіканській Іспанії і французькому Народному фронту, в тому числі на вірші Бертольта Брехта — «Колону Тельмана» і «Бойову пісню чорних капорів» на текст з п'єси «Свята Йоганна боєнь». В цей же період написав ряд творів, присвячених юдаїзму, в тому числі ораторію «Гаґґада» (Haggada) в 1936 році. Виступив співавтором музики до фільму Олексія Грановського «Тарас Бульба», що вийшов в тому ж році. У Парижі Дессау познайомився з Рене Лейбовіц і з його допомогою освоїв 12-тонову систему Арнольда Шенберга.
У 1939 році, після початку Другої світової війни, Дессау оселився в Сполучених Штатах, де співпрацював з відомими режисерами, в тому числі з Волтом Діснейм і Альфредом Гічкоком, викладав в музичних школах. У 1942 році відбулося особисте знайомство Дессау з Брехтом і почалося їхнє багаторічне співробітництво.

### У Східному Берліні
Після повернення в 1948 році до Німеччини Дессау оселився в східному секторі Берліна і взяв активну участь в діяльності створеного Брехтом театру «Берлінер ансамбль», написав музику до ряду вистав за п'єсами Брехта, в тому числі «Матінка Кураж та її діти» (1946—1949), «Добра людина із Сичуані» (1947), «Пан Пунтіла і його слуга Матті» (1949), «Кавказьке крейдяне коло» (1954). На сюжети Брехта були написані і перші опери Дессау — «Засудження Лукулла» (1949) і «Пунтіла» (1960), а також незавершена «Свята Йоганна» — в цілому він написав на тексти Брехта близько 50 творів різних жанрів.
Педагогічна діяльність Дессау, його прагнення пробудити зацікавлення до нетрадиційної музики привели його до конфлікту з культурною політикою СЄПН: в 1951 році, як й інший композитор «Берлінер ансамбль», Ганс Ейслер, був звинувачений в «формалізмі». Зокрема, була зроблена спроба заборонити постановку «Засудження Лукулла» в Німецькій державній опері за підозрою в «формалізмі». Брехт домігся закритого перегляду — «для відповідальних працівників і художників»; перегляд, на який прийшли президент НДР Вільгельм Пік і прем'єр-міністр Отто Гротеволь, відбувся 17 травня 1951 року — в той самий день, коли було прийнято постанову ЦК СЄПН «Боротьба проти формалізму в мистецтві і літературі, за прогресивну німецьку культуру». Однак спектакль, поставлений диригентом Германом Шергеном і режисером Вольфгангом Фелькером, справив сильне враження на присутніх; в ході проведеного тиждень потому обговорення Гротеволь дав вказівки щодо доопрацювання опери, але постановку дозволив.
З 1952 року Дессау був членом, а з 1959 року — віце-президентом Академії мистецтв НДР; з кінця 50-х років він був професором Східно-Берлінського музичного інституту. Тричі — в 1953, 1956, 1965 роках — вшановувався Національною премією НДР.

## Приватне життя
Першою дружиною Пауля Дессау була Гудрун Кабіш; укладений в 1924 році, шлюб розпався в 1936-му. Від Гудрун Кабіш Дессау мав двох дітей.
Його другою дружиною була багаторічна співробітниця Брехта письменниця Елізабет Гауптман.
Втретє Дессау одружився в 1954 році — на театральній режисерці та хореографі Рут Берґгауз; в 1971—1977 роках вона була інтендантом театру «Берлінер ансамбль».

## Творчість
Пауль Дессау працював в найрізноманітніших жанрах, — крім музики до кінофільмів і театральних постановок, він писав симфонічну і камерну музику, опери, хори і ораторії, пісні — переважно для Ернста Буша. Композиції 20-х років були відзначені рисами неокласицизму і фольклорними елементами; у другій половині 30-х років в ряді творів Дессау застосовував вільно трактовану 12-тонову техніку, зокрема в п'яти «Дванадцятитонових спробах» для фортеп'яно, «Благання про прощення» на вірші Ф. Гельдерліна (1937), «Герніке» (1938).

### Опери
- Джудітта (Giuditta, 1910—1912, не завершена)
- «Засудження Лукулла» (Das Verurteilung des Lukullus, 1949, на основі радіоп'єси Б. Брехта «Допит Лукулла»)
- «Пунтіла» (Puntila, 1960, за п'єсою Б. Брехта «Пан Пунтіла і його слуга Матті»)
- «Свята Йоганна» (Die heilige Johanna der Schlachthöfe, 1961, за п'єсою Б. Брехта, не завершена)
- «Ланцелот» (Lanzelot, 1969, опера-казка за п'єсою Е. Шварца «Дракон»)
- «Ліло Германн, студентка зі Штутгарта» (мелодрама на текст Ф. Вольфа, 1953)
- «Ейнштейн» (Einstein, 1969—1972)

### Ораторії
- «Гаґґада» (Haggada, на єврейський текст, 1936)
- «Німецьке нещастя» (Deutsches Miserere, 1947)

### Кантати
- «Гернбурзький звіт» (на вірші Б. Брехта, 1951)
- «Вирощування проса» (для баритона, хору і оркестру, 1952)
- «Єврейська хроніка» (на текст І. Герлаха; спільно з Б. Блахер, К. А. Гартманом, Г. Генце і Р. Вагнером-Регені),
- «Реквієм пам'яті Лумумби»

### Оркестрові твори
- Дві симфонії (1926, 1964)
- Пам'яті Брехта 1957)
- Варіації на тему Баха (1964)
- Оркестрова музика [№ 1] (1955)
- Оркестрова музика № 2 «Meer der Stürme» / «Море в бурю» (1967)
- Оркестрова музика № 3 «Lenin» (mit dem Schlusschor «Grabschrift für Lenin») (1969)
- Оркестрова музика № 4 (1973)

### Камерна музика
- Концертіно для скрипки, флейти, кларнета і ріжка (1924)
- 7 скрипкових квартетів
- «Дванадцятитонові спроби» (5 п'єс для фортеп'яно, 1937)